# 7L & Esoteric
7L & Esoteric (7LES) er en amerikansk Boston-baseret hiphop duo.
Duoen dannedes i 1992 da Esoteric, hvis borgerlige navn er Seamus Ryan, Dj'ede et hiphop-show på en college-radiostation i Boston. 7L, hvis borgerlige navn er George Andrinopoulos, en Dj og producer der overværede showet, kontaktede Esoteric om et samarbejde. De fandt begge ud af, at de delte en forkærlighed for hiphoppens guldalder, og de besluttede at danne duoen.
7L & Esoteric er begge prominente medlemmer af underground hiphop–grupperne Demigodz og Army of the Pharaohs. Deres værker indeholder også en lang liste af samarbejde med musikere såsom Jedi Mind Tricks, Apathy, Celph Titled, Outerspace, og John Cena.

## Discografi

### Studiealbums
- Speaking Real Words EP – 1999
- The Soul Purpose – 2001
- Dangerous Connection – 2002
- DC2: Bars of Death – 2004
- A New Dope – 2006
- Dope Not Hype – 2006
- 1212 – 2010

### Opsamlingsalbums
- Moment of Rarities – 2005